# Condado de Harrison (Virginia Occidental)
El condado de Harrison (en inglés: Harrison County), fundado en 1784, es uno de los 55 condados del estado estadounidense de Virginia Occidental. En el año 2000 tenía una población de 68.652 habitantes con una densidad poblacional de 64 personas por km². La sede del condado es Clarksburg.

## Geografía
Según la Oficina del Censo, el condado tiene un área total de 1080 km² (417 mi²), de la cual 1077 km² (415,8 mi²) es tierra y 3 km² (1,2 mi²) (0,13%) es agua.

### Condados adyacentes
- Condado de Marion - norte
- Condado de Taylor - este
- Condado de Barbour - este
- Condado de Upshur - sureste
- Condado de Lewis - sur
- Condado de Doddridge - oeste
- Condado de Wetzel - noroeste

### Carreteras
| - Interestatal 79 - U.S. Highway 19 - U.S. Highway 50 - Ruta de Virginia Occidental 20 - Ruta de Virginia Occidental 23 | - Ruta de Virginia Occidental 57 - Ruta de Virginia Occidental 58 - Ruta de Virginia Occidental 76 - Ruta de Virginia Occidental 98 |

## Demografía
En el 2000 la renta per cápita promedia del condado era de $30,562, y el ingreso promedio para una familia era de $36,870. En 2000 los hombres tenían un ingreso per cápita de $30,721 versus $22,110 para las mujeres. El ingreso per cápita para el condado era de $16,810. Alrededor del 17.20% de la población estaba bajo el umbral de pobreza nacional.

## Comunidades
| Ciudades                                                  | Pueblos                                                          | Lugares designados por el censo | Otras comunidades             |
| --------------------------------------------------------- | ---------------------------------------------------------------- | ------------------------------- | ----------------------------- |
| - Bridgeport - Clarksburg - Salem - Shinnston - Stonewood | - Anmoore - Lost Creek - Lumberport - Nutter Fort - West Milford | - Despard - Enterprise          | - Arlington - Gypsy - Jimtown |